# Golfe de Galéria
Pour les articles homonymes, voir Galéria.
Le golfe de Galéria est un golfe de la mer Méditerranée qui se situe sur la façade occidentale de la Corse, en France, baignant la partie nord du littoral du Parc naturel régional de Corse.

## Géographie
Le golfe de Galéria est délimité au nord par la Punta di Ciuttone, et au sud par la Punta di Stollu, toutes deux faisant partie intégrante de la commune de Galéria.
Ses rives couvertes de maquis silicicoles méso-méditerranéens, sont composées de côtes rocheuses et falaises maritimes, avec quelques îlots sans nom, bancs rocheux et récifs situés de part et d'autre des deux plages en son milieu. Elles sont :
- la grande plage de galets située entre la mer et Riciniccia, le site naturel classé de l'embouchure du Fango propriété du Conservatoire du littoral.
- la plage de la marine de Galéria, à l'est du port, où le ruisseau côtier de Tavulaghiu a son embouchure.

Le village de Galéria est quant à lui niché à l'ouest de la plage de la marine, avec son port bien abrité des vents de sud-ouest et d'ouest dominants, par la punta Muvrareccia (407 m).

## Patrimoine naturel
Le golfe de Galéria et ses rivages  se situent dans le site naturel du réseau Natura 2000 nommé « Porto/Scandola/Revellata/Calvi/Calanche de Piana (zone terrestre et marine) », excepté la partie de la côte comprise entre le port (inclus) jusqu'au parking au sud de la tour génoise de Galéria.
Il se situe en limite nord de la réserve de Scandola, du prestigieux site du golfe de Porto : calanche de Piana, golfe de Girolata, réserve de Scandola inscrit depuis 1983 sur la liste du patrimoine mondial de l'UNESCO.

## Histoire

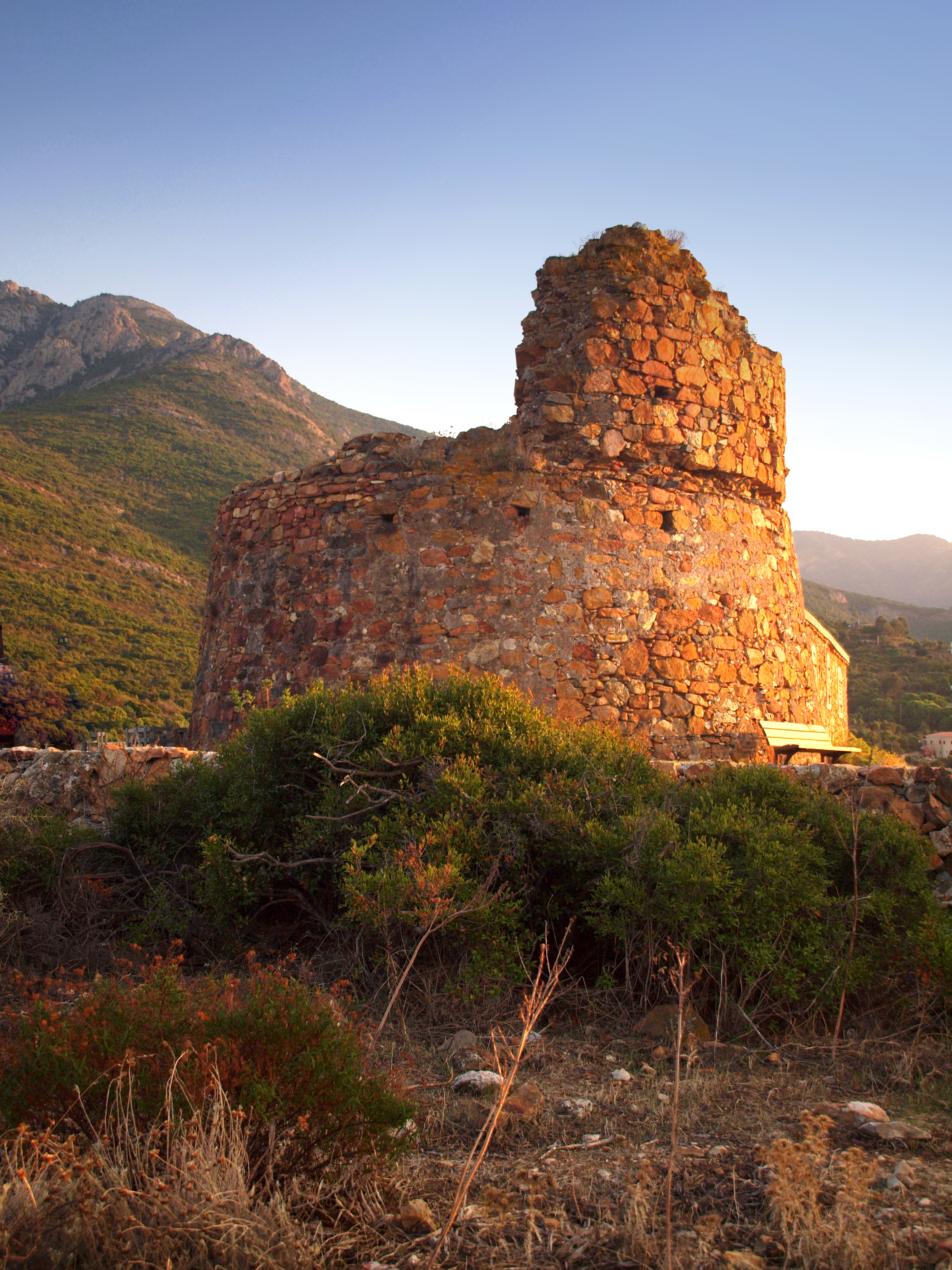
Tour de Galéria

Le littoral du golfe a été jusqu'au XIXe siècle un désert démographique en raison des raids incessants des pirates barbaresques durant des siècles. Le site faisait partie de la pieve de Chiomi qui était occupé par les bergers du Niolo seulement lors de la descente dans la plaine (l'impiaghjera) en période de transhumance, même s'il existait des lieux faiblement habités bien à l'intérieur des terres.
Aussi, pour des raisons sécuritaires, les Génois avaient fait construire au XVIe siècle, entre Capo Cavallo et Punta di Stollu, 4 tours, de nos jours ruinées, pour surveiller l'approche des barbaresques :
- Torre Truccia, tour littorale au NO de Torre Mozza (Luzzipeo - Calenzana),
- Torre Mozza au nord de l'étang de Crovani,
- Tour de Galéria, tour littorale ronde, flanquée d'un magasin, dominant l'embouchure du Fango. Construits en 1551 à 1573, la tour et le magasin attenant étaient des édifices militaires. La tour était destinée à défendre la vallée du Fango (le village de Galéria n'existe que depuis le XIXe siècle),
- Tour Maraghiu, plus à l'intérieur au NE de la tour de Galéria, défendant la vallée du Marsulinu.

## Galerie

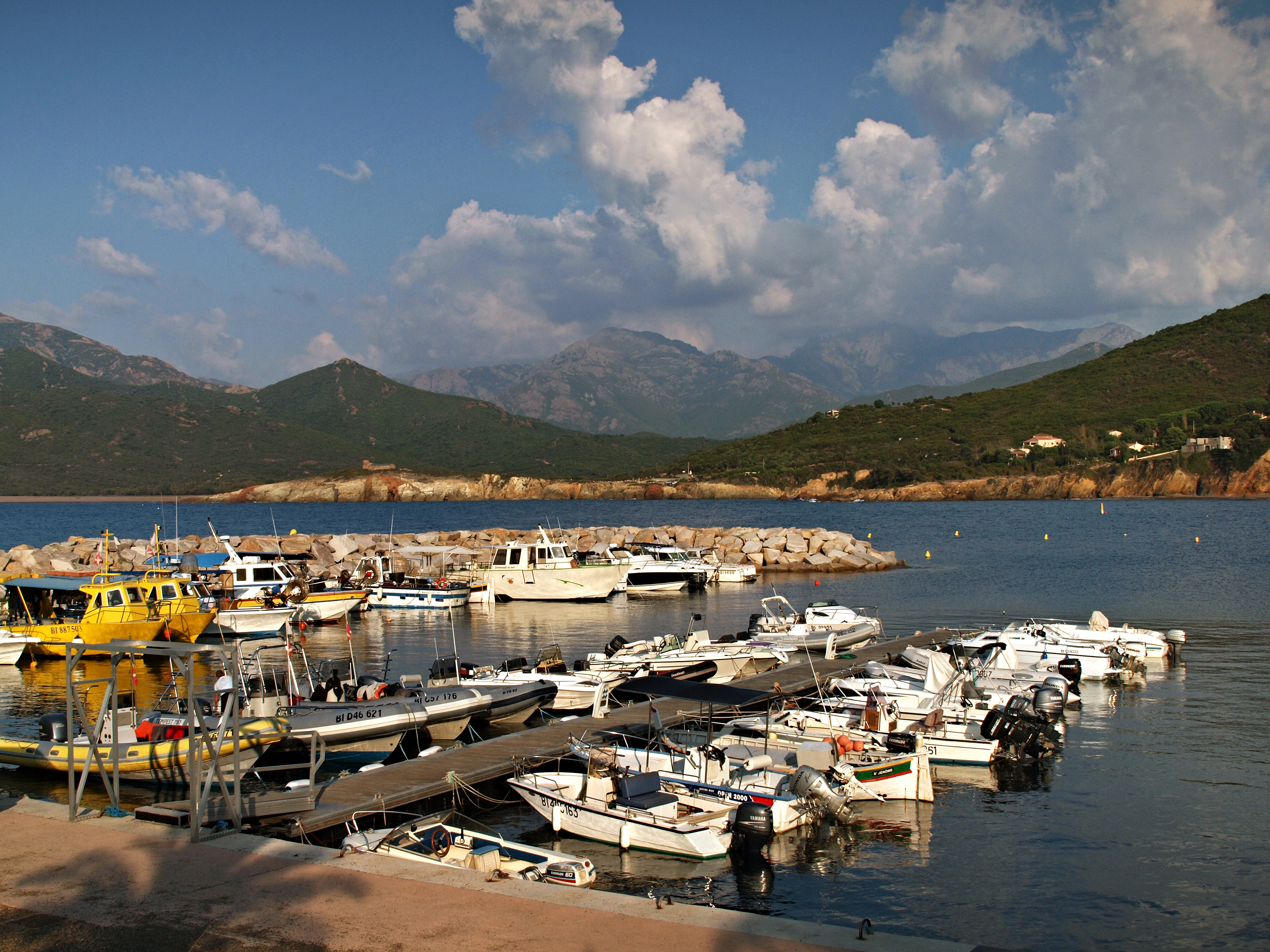
Port de Galéria
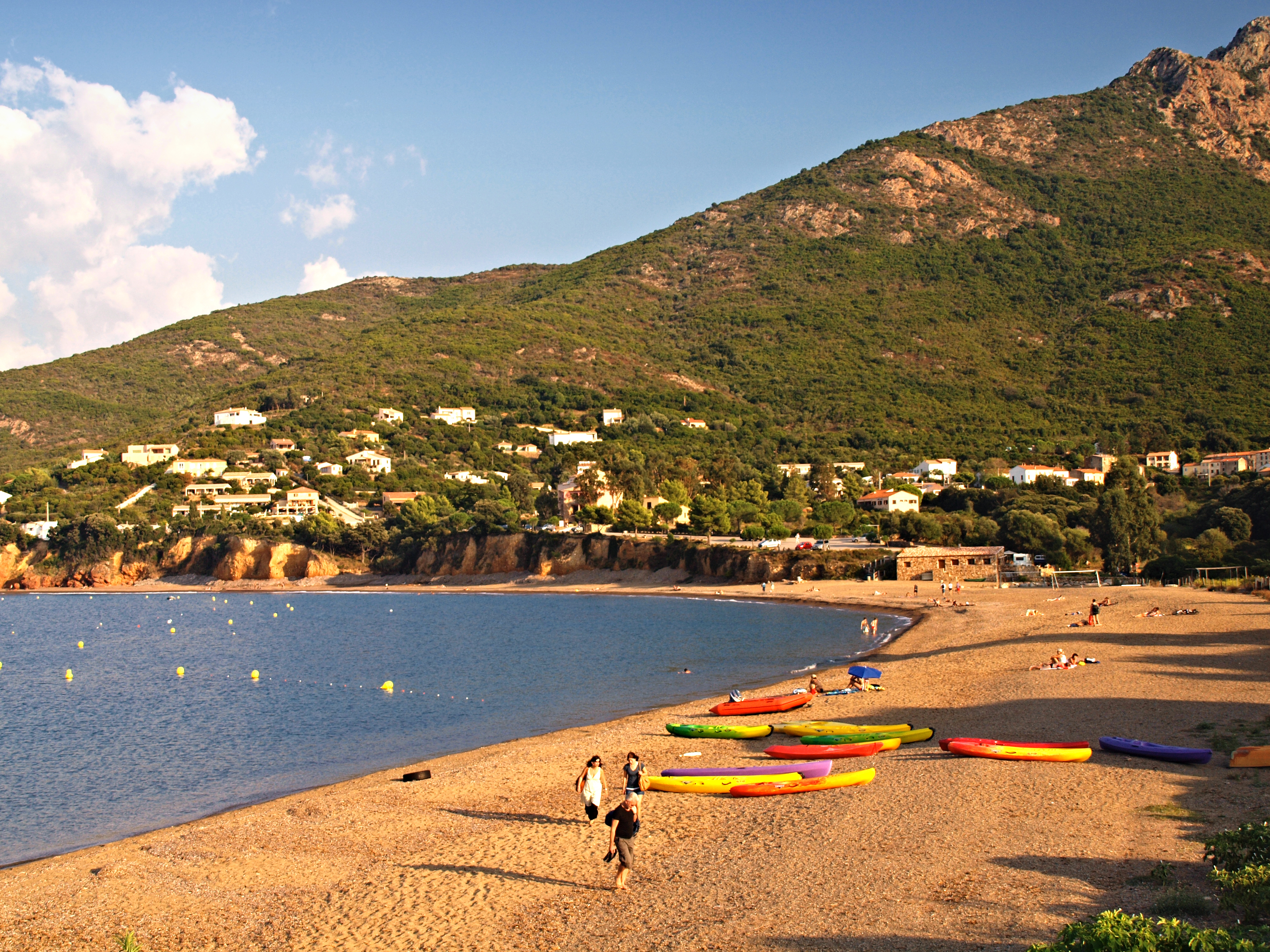
Plage de la Marine
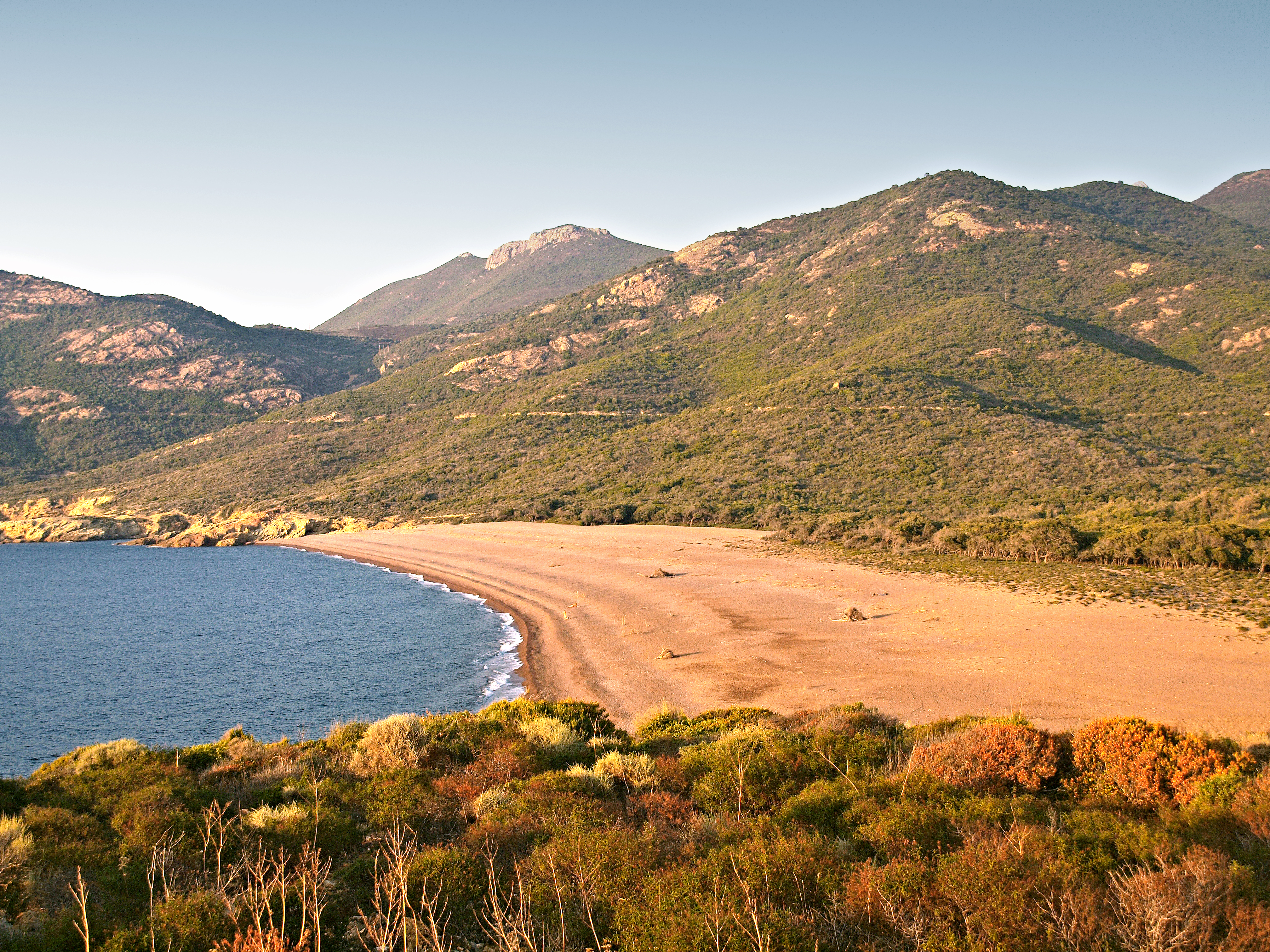
Plage du Fango
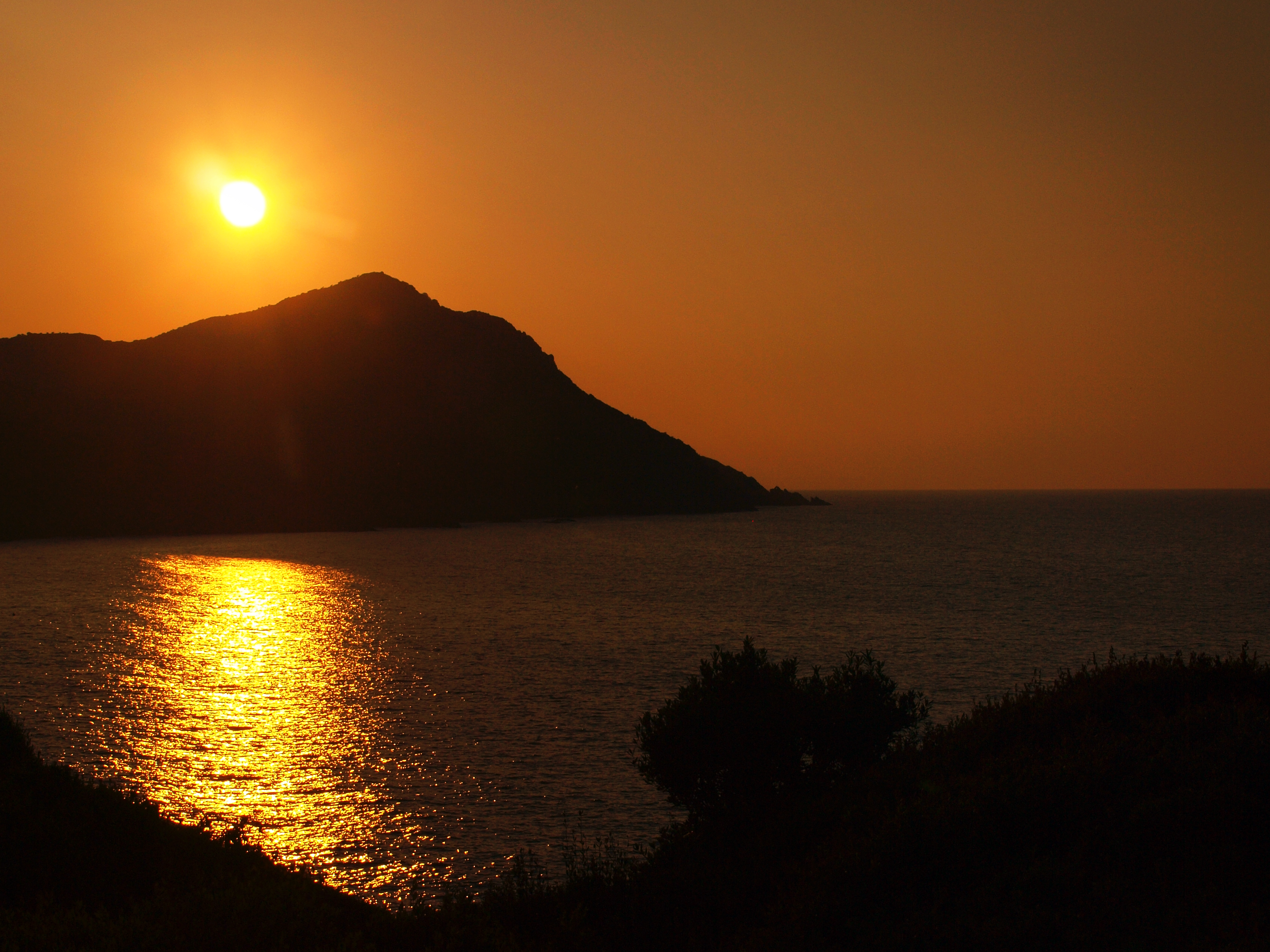
Punta di Stollu